# Caso antesivo
El caso antesivo (abreviado como ante ) - distinguido en algunos idiomas drávidianos como parte de la revisión de la clasificación gramatical tradicional (que interpretó muchos de los fenómenos de estos idiomas por analogía con el sánscrito ) caso que denota una posición en el espacio frente a algo.
Usando el ejemplo del tamil , se muestra que, junto con el significado real ("Hay un templo frente a nuestra casa"), el caso antesivo se usa en contextos donde el aspecto es secundario ("El ladrón compareció ante el juez”) o es completamente figurativo (“En aprender a escribir, se adelanta a todos”).